# Парну
Пјарну (ест. Pärnu, рус. Пярну или Пернов, нем. Pernau) је пети по величини град у Естонији, у њеном југозападном делу. Град је и највећи град и управно средиште истоименог округа Пјарну. Име града потиче од естонске речи за липу.

## Природни услови
Пјарну налази у југозападном делу Естоније. Град је удаљен 130 km јужно од главног града Талина.
Рељеф: Град Пјарну је смештен у североисточном делу Ришког залива Балтичког мора. Град с еобразовао као лука око ушћа истоимене реке Пјарну у море. Око града налази се равничарско подручје, на приближно 10 метара надморске висине.
Клима: У Пјарнуу влада континентална клима. Град спада у градове са блажом климом у Естонији.
Воде: Пјарну се образовао на стратежни важном месту где се истоимена река Пјарну улива у Ришког залива Балтичког мора. Она дели град на јужну (стару) и северну (нову) половину. Град је по реци добио и име.

## Историја
Град Пјарну се први пут историјски спомиње 1251. године током немачке управе над овим подручјем. У следећим вековима град се налази прво у рукама Ханзе, а потом и Швеђана и Руса.
1919. године Пјарну је постао део независне Естоније, да би 1940. године био прикључен СССР-у у оквиру Естонске републике. Када се Естонија поново осамосталила 1991. година град се поново нашао у њеним границама.

## Становништво
Пјарну данас има око 44.000 становника, што је значајно мање него пре две децније (1989. - 54 хиљ. ст.).
Око 75% градског становништва су етнички Естонци, значајна мањина су Руси (15%), а остатак су други народи из нившег СССР-а (Украјинци, Белоруси). Естонски језик је претежан у граду и матерњи је за већину градског становништва.

## Привреда
Пјарну данас живи највише од туризма. Град је захваљујући бањским изворима познат као најзначајније излетиште у Естонији. У месту постоје бројни хотели, ресторани, кафеи и одмаралишта.

## Галерија слика
- Стари Пјарну ноћу
- Лутеранска црква
- Руска православна црква у Пјарнуу
- Градска плажа